# Dakatine
 (janvier 2013).
Si vous disposez d'ouvrages ou d'articles de référence ou si vous connaissez des sites web de qualité traitant du thème abordé ici, merci de compléter l'article en donnant les références utiles à sa vérifiabilité et en les liant à la section « Notes et références ».
Ne doit pas être confondu avec Dépakine.
Dakatine est une marque de pâte d'arachide non sucrée connue en France et dans la zone Afrique et Océan Indien. Elle entre dans la préparation de nombreuses spécialités culinaires telles que le mafé au Mali ou certains rougails à La Réunion où la marque est d'ailleurs devenue un nom générique. La Dakatine est fabriquée à Strasbourg.

## Histoire
Les Grands Moulins de Strasbourg possédaient les Huileries alsaciennes, société qui fabriquait de l'huile alimentaire. Une partie de son activité consistait à blanchir des graines d'arachides (enlever la pellicule des graines), dans le but de fournir aux importants industriels de la pâtisserie des graines d'arachides entières. Pour éviter au maximum les pertes, en prenant exemple sur les États-Unis, une idée a été retenue: torréfier et broyer les graines cassées ou de mauvais calibres afin d'obtenir une pâte brute non sucrée.
Depuis sa première diffusion aux alentours de 1960, l'activité n'a cessé de prendre de l'ampleur, au point de produire à présent 2 300 tonnes chaque année à destination du grand public et des industriels. Le nom Dakatine vient de la contraction de Dakar et tartine.

## Fabrication
L'entreprise s'est engagée dans un système qualité inspiré de la norme ISO 9001: 2000 avec une étude H.A.C.C.P.
Des analyses régulières sont effectuées pour contrôler la qualité des pâtes d'arachides, leur conformité à la réglementation, ainsi que les critères microbiologistes indicateurs d'hygiène du produit.[réf. nécessaire]

## Composition
La Dakatine contient 97 % de cacahuètes, de l'huile de palme et du sel.

## Usage alimentaire
De nombreuses recettes sont disponibles sur internet que cela soit pour le repas ou pour le dessert, tels que le poulet sauce Dakatine, le rougail pistache, le gâteau au chocolat et à la Dakatine, le poisson rôti à la Dakatine ou même la glace à la cacahuète.

## Emballage
La Dakatine est vendue : 
- en boîte de 850 grammes ;
- en boîte de 425 grammes ;
- en boîte de 215 grammes ;
- en pot de 500 grammes.

Le conditionnement n'a pas changé depuis des années, et figure dessus un enfant blond s'apprêtant à mordre dans une tartine de pain.